# Karl Ghon
Karl Ghon, auch Carl Ghon (* 8. September 1835 in Villach (7. September 1835 laut Taufeintrag); † 24. April 1919 ebenda) war Kaufmann und Abgeordneter zum Österreichischen Abgeordnetenhaus.

## Leben
Karl Ghon war Sohn des Kaufmanns Anton Ghon († 1859). Er ging von 1842 bis 1846 in eine Volksschule in Villach und besuchte danach von 1846 bis 1849 eine Handelsschule in Laibach. Im Jahr 1849 begann er eine Handelslehre in Klagenfurt und von 1855 bis 1860 war er Handlungsreisender und Buchhalter in Triest, Laibach und Wien. Im Jahr 1860 wurde er Kaufmann für Spezerei- und Farbwaren in Villach. 1862 errichtete er eine Feigenkaffeefabrik in Villach. Er hat sich auch als Lokalhistoriker betätigt.
Im Jahr 1867 war er Mitgründer und Mitglied der Direktion der Villacher Sparkasse, von 1895 bis 1919 war er dessen Vorsitzender. Er war von 1864 bis 1905 Vizebürgermeister von Villach und bis 1906 Gemeinderat von Villach. Nach ihm wurde die Karl-Ghon-Straße in Villach benannt, er ist auch Ehrenbürger der Stadt Villach.
Karl Ghon war römisch-katholisch und seit 1868 verheiratet mit Therese Nagele, mit welcher er einen Sohn und vier Töchter hatte.

## Politische Funktionen
- 1874–1907: Abgeordneter zum Kärntner Landtag (4., 5., 6., 7., 8. und 9. Wahlperiode), Wahlklasse Städte, Märkte und Industrialorte, Region Villach; er wurde am 29. September 1874 für Ignaz Dinzl angelobt und verzichtete auf sein Mandat in der IV. Session (vor September 1907)
- 16. Februar 1886 bis 23. Januar 1891: Abgeordneter des Abgeordnetenhauses im Reichsrat (VII. Legislaturperiode), Kronland Kärnten, Kurie Landgemeinden 3, Regionen Villach, Rosegg, Paternion, Arnoldstein, Tarvis, Ferlach; in einer Nachwahl nach dem Tod von Bartholomäus Wrann
- 9. April 1891 bis 22. Januar 1897: Abgeordneter des Abgeordnetenhauses im Reichsrat (VIII. Legislaturperiode), Kronland Kärnten, Kurie Landgemeinden 3, Regionen Villach, Rosegg, Paternion, Arnoldstein, Tarvis, Ferlach
- 27. März 1897 bis 19. August 1900: Abgeordneter des Abgeordnetenhauses im Reichsrat (IX. Legislaturperiode), Kronland Kärnten, Kurie Landgemeinden 3, Regionen Villach, Rosegg, Paternion, Arnoldstein, Tarvis, Ferlach; er trat aus Familienrücksichten zurück

## Klubmitgliedschaften
Karl Ghon war ab 1886 Mitglied im Deutsch-österreichischen Klub und ab dem 6. November 1888 war er Mitglied bei den Vereinigten deutschen Linken. Ab dem 6. November 1896 war er fraktionslos und ab 1897 war er Mitglied im Verband der Deutschen Volkspartei.